# Aulohalaelurus labiosus
Aulohalaelurus labiosus es una especie de peces de la familia Scyliorhinidae en el orden de los Carcharhiniformes.

## Morfología
• Las hembras pueden llegar alcanzar los 67 cm de longitud total.

## Hábitat
Es un pez de mar y de clima subtropical.

## Distribución geográfica
Se encuentra en Australia Occidental.